# Notre-Dame du Guet
Notre-Dame du Guet est une statue en pierre calcaire de la Vierge à l'Enfant datant du XIVe siècle, conservée dans l'église Saint-Étienne de Bar-le-Duc.
Une légende du Moyen Âge fait d'elle la protectrice de la cité, ce qui lui donnera son nom. Plus tard, la ville ayant été épargnée lors de la Première Guerre mondiale, elle est couronnée le 14 juillet 1920. De plus, chaque année, elle est célébrée en l'église Saint-Étienne le dimanche qui suit la Présentation de Marie au Temple (le 21 novembre).
La statue est classée au titre d'objet aux monuments historiques le 20 avril 1913, et les couronnes sont inscrites à leur tour le 20 novembre 1992.

## Notre-Dame du Guet
Du Moyen Âge à 1670, la statue se trouvait dans une niche surmontant la Porte-aux-Bois, située dans le rempart sud-ouest de la Ville Haute. Selon la tradition, cette statue aurait sauvé la cité ducale de l'assaut des soldats d'Antoine de Vaudémont en 1440,,. Alors que ces derniers arrivaient silencieusement au niveau de la porte, la Vierge aurait crié « Au guet ! Au guet ! La ville est prise ! ». Un soldat furieux lui jeta alors une pierre en disant « Prends garde à toi ! ». La Vierge rattrapa la pierre, la donna à son enfant, et le soldat tomba raide mort. Les autres assaillants s'enfuirent en criant « Dieu vous garde... ». De cet évènement, la statue héritera de son nom.
Après le démantèlement des remparts en 1670, la statue est conservée dans une chapelle et se voit brisée le 20 juillet 1794. Les morceaux sont recueillis et servent à reconstituer la statue actuelle, transférée dans l'église Saint-Étienne en 1806. Un vitrail du XIXe siècle la surmontant représente la légende. Le 20 avril 1913, la statue est classée au titre d'objet aux monuments historiques.
La fête de Notre-Dame du Guet a lieu chaque année en l'église Saint-Étienne le dimanche qui suit la Présentation de Marie au Temple (le 21 novembre).

## Le couronnement

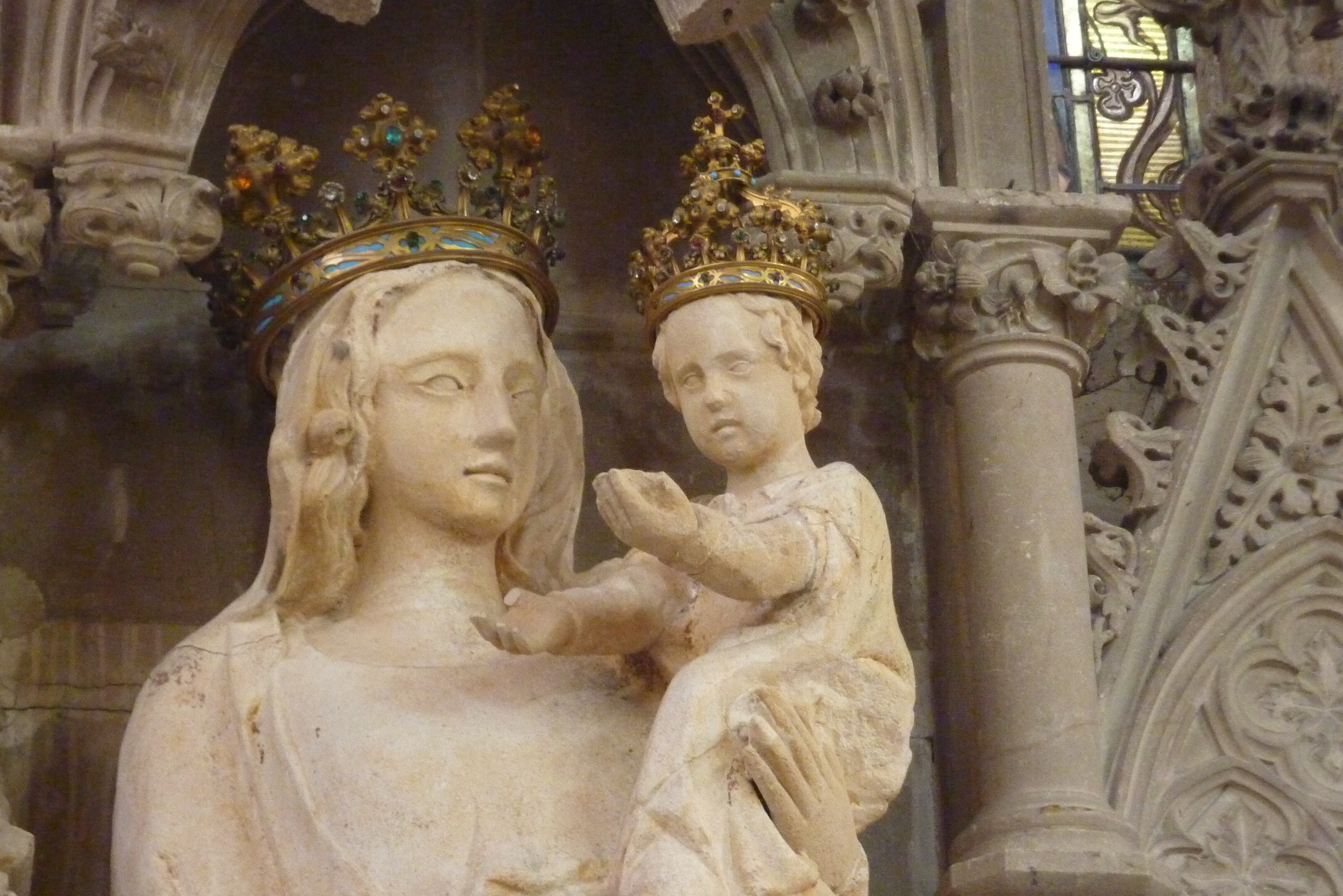
Notre-Dame du Guet couronnée.

En septembre 1914, pendant la Première Guerre mondiale, alors que les Allemands se dirigent vers la ville, les habitants prient Notre-Dame du Guet pour leur salut, et l'offensive est stoppée. En conséquence, le 15 juin 1919, il est décidé du couronnement de la Vierge sous l'impulsion de Charles Ginisty. Les habitants donnent bijoux et pierres précieuses pour la confection des couronnes de la Mère et de l'Enfant par le maître-orfèvre Biais, de Paris. Les couronnes sont faites d'or et d'argent, ornées de 197 perles, 66 éclats de diamants, 16 brillants, 13 rubis, 27 turquoises, 10 améthystes, des lapis-lazuli et des citrines. La cérémonie de couronnement a lieu le 14 juillet 1920, faisant de la statue l’une des quatre Vierges couronnées du diocèse de Verdun. 
Le 20 novembre 1992, les couronnes sont inscrites aux monuments historiques et sont aujourd'hui conservées au Musée Barrois.